# Malick Evouna
Malick Evouna (Libreville, 28 de novembro de 1992) é um futebolista profissional gabonense que atua como atacante.

## Seleção nacional
Malick Evouna fez parte do elenco da Seleção Gabonense de Futebol na Campeonato Africano das Nações de 2017.